# 너스 3D
《너스 3D》(영어: Nurse 3D)는 2013년 공개된 미국의 공포 영화이다.

## 줄거리
애비 러셀은 맨해튼에서 간호사로 일하지만, 몰래 불륜을 저지르는 남성들을 목표로 삼는 연쇄살인범이다. 그녀는 한 남성의 넙다리동맥을 절단하여 살해한 후 나이트클럽 지붕에서 던져버린다. 다음 날, 그녀는 자신이 지도했던 학생인 간호사 대니 로저스의 졸업식에 참석하여 대니의 어머니와 의붓아버지 래리 쿡을 만난다. 하지만 대니는 첫 근무에 대비가 되어 있지 않았고, 그녀의 상관인 모리스 박사는 응급 상황에 빨리 대응하지 못한다며 그녀를 질책한다. 애비는 모리스 박사가 신입 간호사들을 괴롭히는 것을 즐기는 가학증 환자임을 알기에 그 상황을 혐오스러운 시선으로 바라본다.
대니가 남자친구인 구급대원 스티브에게 도움을 요청하기 위해 전화하자 애비는 짜증이 난다. 대니가 스티브와 동거를 거부하는 문제로 싸움이 발생하여 통화가 좋지 않게 끝나자 애비는 기뻐한다. 대니는 애비에게 의붓아버지 래리를 믿지 못한다고 설명하는데, 나이트클럽으로 가는 길에 애비와 대니가 래리가 바람을 피우는 것을 목격하면서 그녀의 불신은 정당화된다. 대니 몰래 애비는 그녀의 술에 데이트 강간 약물을 타서 대니가 자신과 낯선 사람들과 성관계를 맺도록 만든다. 다음 날, 대니는 애비의 아파트에서 깨어나 떠난다. 그 후 애비는 전날 밤 찍었던 사진들을 다운로드한 후 정신과 의사인 래리에게 진료를 받으러 간다.
애비는 래리를 유혹하며 자신의 아버지와의 과거 역사를 암시한다. 래리가 대니의 어머니에게 불성실하다는 것을 확인한 애비는 그의 직장에 나타나 차를 태워달라고 설득하고, 그 과정에서 베쿠로늄 브로마이드로 그를 마비시켜 교통사고를 일으킨다. 의붓아버지의 죽음을 들은 대니는 애비에게 위안을 구하지만, 대니가 스티브와 동거할 것이라고 말하자 애비는 분노한다. 애비는 래리의 성기가 교통사고로 절단되었기를 바란다고 말한다. 대니는 애비가 사고에 대해 자신에게 알리지 않았기에 애비를 의심한다. 애비는 형사 존 로건에게 대니가 정신적으로 불안정하고 자신에게 집착한다고 서서히 설득한다.
다음 날, 애비는 새로운 인사과 직원 레이첼 애덤스를 만나는데, 그녀는 애비가 자신이 알던 정신병원에 보내진 소녀와 닮았다고 말한다. 애비는 레이첼에게 술 한잔 하자고 권하고, 스카이프로 대니에게 전화하여 애비가 레이첼에게 화학 물질을 주입하는 영상을 보여주면서 대니를 괴롭힐 기회를 잡는다. 대니는 경찰에 가려 하지만, 로건 형사는 그녀의 주장을 애비에게 복수하려 한다는 증거로 일축한다. 그는 애비가 찍은 사진들을 증거로 사용하는데, 스티브는 대니가 자신을 지원해달라고 경찰서로 부른 결과로 이 사진들을 보게 된다. 이는 둘 사이에 말다툼을 일으키고 스티브는 떠난다. 대니는 모리스 박사에게 도움을 구하려 하지만, 그는 이를 애비에게 자신과 성관계를 갖도록 협박할 기회로 사용한다. 애비는 이 제안에 동의하는 척하지만, 이 기회를 이용하여 그를 해체하고 살해한다. 같은 날 밤 애비는 레이첼도 살해한다.
대니는 레이첼이 언급했던 정신병원으로 간다. 그녀는 사라 프라이스라는 어린 소녀에 대해 알게 되는데, 이 소녀는 아버지가 바람을 피우고 어머니를 폭행하는 것을 목격한 후 아버지를 살해했다. 대니는 그 병원의 애비게일 러셀이라는 간호사가 사라를 맡았다는 것을 알게 된다. 대니는 애비가 사라이며 그녀의 신원을 도용했다는 것을 깨닫는다. 대니는 레이첼에게 전화하여 애비에 대해 경고하려 하지만, 레이첼의 휴대전화가 차 안에 있다는 것을 알게 된다. 그녀는 방금 경찰과 성관계를 맺은 애비로부터 전화를 받는데, 애비는 레이첼과 비슷하게 스티브를 죽일 것이라고 암시한다.
대니는 병원으로 달려가고, 그곳에서 그녀와 애비는 싸우기 시작한다. 직원들이 개입하려 하지만, 애비는 살인극을 벌이고 실험실에 스스로를 가둔다. 대니와 스티브는 그녀를 추격하고, 애비는 스티브의 목을 찌른다. 애비는 집으로 달려가고, 그곳에서 로건 형사가 그녀와 대면한다. 이웃 재러드를 발견한 애비는 로건이 자신을 강도질하려 한다고 가장한다. 그녀의 이웃은 야구 방망이로 형사를 때려 즉사시킨다. 이웃은 로건이 경찰임을 알고 경악하지만, 애비는 로건이 부패했고, 재러드가 이제 경찰 살인범이 되었으니 심한 처우를 받을 것이라고 말하며 시체를 숨기도록 설득한다. 애비는 그 후 인사과 직원 레이첼 애덤스의 신원을 도용한다.

## 출연진
- 파스 데라우에르타
- 카트리나 보든
- 저드 넬슨
- 코빈 블루
- 보리스 코조
- 멜러니 스크러패노
- 니시 내시
- 마틴 도너번
- 캐슬린 터너
- 마이클 에클런드
- 커 휴잇
- 조 매클라우드
- 마이클 테리오
- 블레이크 모슨 (크레디트 미기재)

## 기타 제작진
- 배역: 스테퍼니 코살리니
- 미술: 얼리샤 키완
- 분장팀: 그레이엄 치버스, 폴 존스, 스티븐 커스탠스키
- 음향 디자인 편집 감독: 글렌 T. 모건
- 시각 효과 감독: 존 캠펀스
- 제작 관리: 크리스 댄턴
- 조감독: 데이비드 라이머